# Municipio de Boonville (Carolina del Norte)
El municipio de Boonville (en inglés: Boonville Township) es un municipio ubicado en el  condado de Yadkin en el estado estadounidense de Carolina del Norte. En el año 2010 tenía una población de 4.179 habitantes.

## Geografía
El municipio de Boonville se encuentra ubicado en las coordenadas 36°13′1.49″N 80°43′14.24″O / 36.2170806, -80.7206222.